# Test des rangs signés de Wilcoxon
En statistique, le test des rangs signés de Wilcoxon est une alternative non-paramétrique au test de Student pour des échantillons appariés. Il nécessite l'hypothèse que la différence entre les échantillons appariés suit une distribution symétrique autours d'un centre. Le but étant de tester si ce centre est 0.

## Conditions du test
La procédure considère que les variables étudiées ont été mesurées sur une échelle permettant d'ordonner les observations en rangs pour chaque variable (c'est-à-dire une échelle ordinale) et que les différences de rangs entre variables ont un sens. 
Le test suppose alors que cette différence suit une distribution  autours d'un centre (qui est alors la médiane, la moyenne et la pseudomédiane). Le but étant de tester si ce centre est différent de 0. Les conditions requises pour réaliser ce test sont plus contraignantes que celles du test des signes qui ne nécessite pas cette hypothèse préalable de symétrie. Toutefois, si cette supposition peut être faite, ce test sera plus puissant que le test des signes.
En fait, si les conditions du test T paramétrique pour des échantillons appariés sont remplies, ce test est presque aussi puissant que le test T.
Les données consistent en {\displaystyle 2n} observations, deux observations pour chaque sujet n
| Sujet i           | {\displaystyle X_{i}} | {\displaystyle Y_{i}} |
| ----------------- | --------------------- | --------------------- |
| 1                 | {\displaystyle X_{1}} | {\displaystyle Y_{1}} |
| 2                 | {\displaystyle X_{2}} | {\displaystyle Y_{2}} |
| .                 | .                     | .                     |
| {\displaystyle n} | {\displaystyle X_{n}} | {\displaystyle Y_{n}} |

On note {\displaystyle Z_{i}:=Y_{i}-X_{i},i=1,\dots ,n} et ces différences sont supposées mutuellement indépendantes. Chaque {\displaystyle Z} provient d'une population continue (pas nécessairement la même) et est symétrique autour d'une médiane commune {\displaystyle \theta }. On note {\displaystyle F_{i}}la loi de {\displaystyle Z_{i}}on suppose que :
{\displaystyle F_{i}(\theta +t)-F_{i}(\theta -t)=0,} pour tout t. Le paramètre {\displaystyle \theta } est nommé "treatment effect"

## Procédure du test
L'hypothèse nulle est {\displaystyle H_{0}:\theta =0}.
Pour calculer la statistique de test des rangs signés de Wilcoxon {\displaystyle T^{+}}, on range du plus petit au plus grand les valeurs absolues des différences {\displaystyle |Z_{i}|,\dots ,|Z_{n}|} et l'on note {\displaystyle R_{i}} le rang de {\displaystyle |Z_{i}|}. On définit la fonction indicatrice {\displaystyle \psi _{i}}qui est égale à 1 si {\displaystyle Z_{i}>0} et 0 si {\displaystyle Z_{i}\leqslant 0}.
La statistique de test est alors {\displaystyle T^{+}=\sum _{i=1}^{n}R_{i}\psi _{i}}.
- Test unilatéral à droite {\displaystyle H_{1}:\theta >0}

On rejette {\displaystyle H_{0}} si {\displaystyle T^{+}\geqslant t_{\alpha }}où {\displaystyle t_{\alpha }} est choisi tel que le risque de première espèce est égale à {\displaystyle \alpha }, le niveau de signification statistique.
- Test unilatéral à gauche {\textstyle H_{2}:\theta <0}

On rejette {\displaystyle H_{0}} si {\displaystyle T^{+}\leqslant {\frac {n(n+1)}{2}}-t_{\alpha }}
- Test bilatéral {\displaystyle H_{3}:\theta \neq 0}

On rejette {\displaystyle H_{0}} si {\displaystyle T^{+}\leqslant {\frac {n(n+1)}{2}}-t_{\alpha /2}}ou {\displaystyle T^{+}\geqslant t_{\alpha /2}}.
Les valeurs critiques {\displaystyle t_{\alpha }} peuvent être obtenues avec la fonction R qsignrank .

## Implémentation
- wilcox.test(x, y, paired = TRUE) avec la bibliothèque "stats" de R[1].
- scipy.stats.wilcoxon(x, y) avec Python3 et le module "scipy.stats"[2]